# Рязань (хокейний клуб)
Хокейний клуб «Рязань» — хокейний клуб з м. Рязані, Росія. Виступає у чемпіонаті Вищої хокейної ліги. Заснований у 1955 році, відроджений — у 1999. Попередні назви: «Труд», «Червоне знам'я», «Рязсільмаш», «Хімік», «Спартак», «Верстатобудівник», «Вятич». 
Домашні ігри команда проводить у Палаці спорту «Олімпійський» (2700). Офіційні кольори клубу синій і білий.

## Історія
Вперше у місті Рязані почали грати у хокей високого рівня у 1949 році. Тут відбувся зональний турнір першості товариства «Спартак». У сезоні 1955—56 рязанська команда взяла участь у турнірі класу «Б» (другий за силою турнір чемпіонату СРСР). У сезоні 1960—61 ХК «Рязань» тільки за гіршою різницею шайб посів 3-є місце з трьох команд, що набрали однакову кількість очок. У 1964 році Федерація хокею ухвалила рішення розширити клас «A» і, саме завдяки цьому, туди потрапив рязанський клуб, який фінішував другим. Але через два роки ХК «Рязань» вилетів назад.
Команда була перейменована в «Верстатобудівник» (рос. Станкостроитель), а у сезоні 1972—73 здобула перемогу у Кубку РРФСР. У 1990 році «Верстатобудівник» був перейменований у «Вятич» і в сезоні 1991—92 достроково виграв зональний турнір чемпіонату СНД. Але у першій лізі виступити не вдалося через поділ на МХЛ і вищу лігу, куди потрапив і «Вятич». У результаті рязянці посіли 5-е місце з 49 команд. У 1994 році через відсутність фінансування команда припинила існування, а в 1997 році — відроджена. У сезонах 2004—05 і 2005—06 років вже ХК «Рязань» двічі став переможцем зонального турніру другої ліги, а у чемпіонаті 2006—07 переміг у плей-оф турніру рангом вище.
Свій 50-й сезон рязянці провели як команда вищої ліги. Тоді відбулися зустрічі з київським «Сокілом», в яких рязанці три рази виявлялися сильнішими за іменитіших суперників. 12 жовтня 2007 автобус «Рязані» потрапив в аварію у районі міста Орел. Однак ніхто серйозно не постраждав, і команда зуміла досить швидко повернутися у нормальний ритм.
У сезоні 2010—11 ХК «Рязань» посів 5-е місце у дивізіоні «Захід» і в першому раунді плей-оф поступився у серії 0:3 пензенському «Дизелю».